# Juma Saeed
Juma Saeed, né le 13 septembre 1992 à Abidjan, est un footballeur international ivoirien, qui évolue au poste d'avant-centre au Najran SC.

## Biographie

### En équipe nationale
Le 1er octobre 2020, Patrice Beaumelle le convoque pour la première fois en équipe de Côte d'Ivoire. Il dispute son premier match avec les Éléphants le 13 octobre 2020, face au Japon (défaite 1-0), match durant lequel il ne touche que peu de ballons et se voit finalement remplacé par Christian Kouamé avant la mi-temps. Initialement non sélectionné pour le rassemblement suivant, il est finalement appelé en renfort, et il dispute le 17 novembre 2020 son premier match officiel face à Madagascar (match nul 1-1) dans le cadre des qualifications à la CAN 2021, en remplaçant Sébastien Haller dans le temps additionnel.

## Statistiques

### En sélection nationale
| Saison                | Sélection             | Campagne              | Phases finales | Phases finales | Phases finales | Éliminatoires | Éliminatoires | Éliminatoires | Matchs amicaux | Matchs amicaux | Matchs amicaux | Total | Total | Total |
| Saison                | Sélection             | Campagne              | M              | B              | Pd             | M             | B             | Pd            | M              | B              | Pd             | M     | B     | Pd    |
| --------------------- | --------------------- | --------------------- | -------------- | -------------- | -------------- | ------------- | ------------- | ------------- | -------------- | -------------- | -------------- | ----- | ----- | ----- |
| 2020-2021             | Côte d'Ivoire         | CAN 2021              | -              | -              | -              | 1             | 0             | 0             | 1              | 0              | 0              | 1     | 0     | 0     |
| Total sur la carrière | Total sur la carrière | Total sur la carrière | -              | -              | -              | 1             | 0             | 0             | 1              | 0              | 0              | 2     | 0     | 0     |

### Matchs internationaux
| Matchs internationaux de Juma Saeed | Matchs internationaux de Juma Saeed | Matchs internationaux de Juma Saeed                     | Matchs internationaux de Juma Saeed | Matchs internationaux de Juma Saeed | Matchs internationaux de Juma Saeed | Matchs internationaux de Juma Saeed                         |
| #                                   | Date                                | Lieu                                                    | Adversaire                          | Résultat                            | Compétition                         | Notes                                                       |
| ----------------------------------- | ----------------------------------- | ------------------------------------------------------- | ----------------------------------- | ----------------------------------- | ----------------------------------- | ----------------------------------------------------------- |
| 1                                   | 13 octobre 2020                     | Stade de Galgenwaard, Utrecht, Pays-Bas                 | Japon                               | 1 - 0                               | Match amical                        | Titulaire, remplacé par Christian Kouamé à la 39e minute    |
| 2                                   | 17 novembre 2020                    | Stade municipal de Mahamasina, Antananarivo, Madagascar | Madagascar                          | 1 - 1                               | Qualifications à la CAN 2021        | Entre en jeu à la place de Sébastien Haller à la 91e minute |

## Palmarès
| Al Nahda - Championnat d'Oman (1) : - Champion : 2013-14. |  | Koweït SC - Championnat du Koweït (4) : - Champion : 2016-17, 2017-18, 2018-19 et 2019-20. - Coupe du Koweït (3) : - Vainqueur : 2016-17 (en), 2017-18 (en) et 2018-19 (en). - Coupe Crown Prince du Koweït (3) : - Vainqueur : 2016-17 (en), 2018-19 (en) et 2019-20 (en). |